# Opel Frontera
Pour les articles homonymes, voir Amigo.
L'Opel Frontera est le tout premier véhicule tout-terrain du constructeur automobile allemand Opel, construit de 1991 à 2004 sur le marché ouest-européen, sous l'égide de General Motors. 
Vingt-ans plus tard, en 2024, Opel, qui appartient dorénavant au groupe Stellantis, relance le nom Frontera pour la production d'un SUV urbain, a motorisation hybride ou électrique, élaboré en même temps que le Citroën C3 aircross et fabriqué dans la même usine de Trnava.
Les deux premières générations sont assemblées à Ellesmere Port en Angleterre.
Le Frontera est une production sous licence du Isuzu Rodeo Frontera et du Isuzu Amigo (Frontera Sport), qui ont également été produits chez Honda sous les noms d'Honda Amigo, Honda Rodeo, et Honda Jazz. Le Frontera a été vendu sous la marque Vauxhall en Grande-Bretagne, Opel en Europe (inclus l'Irlande), Holden en Australie.

## Frontera A (1991–1998)

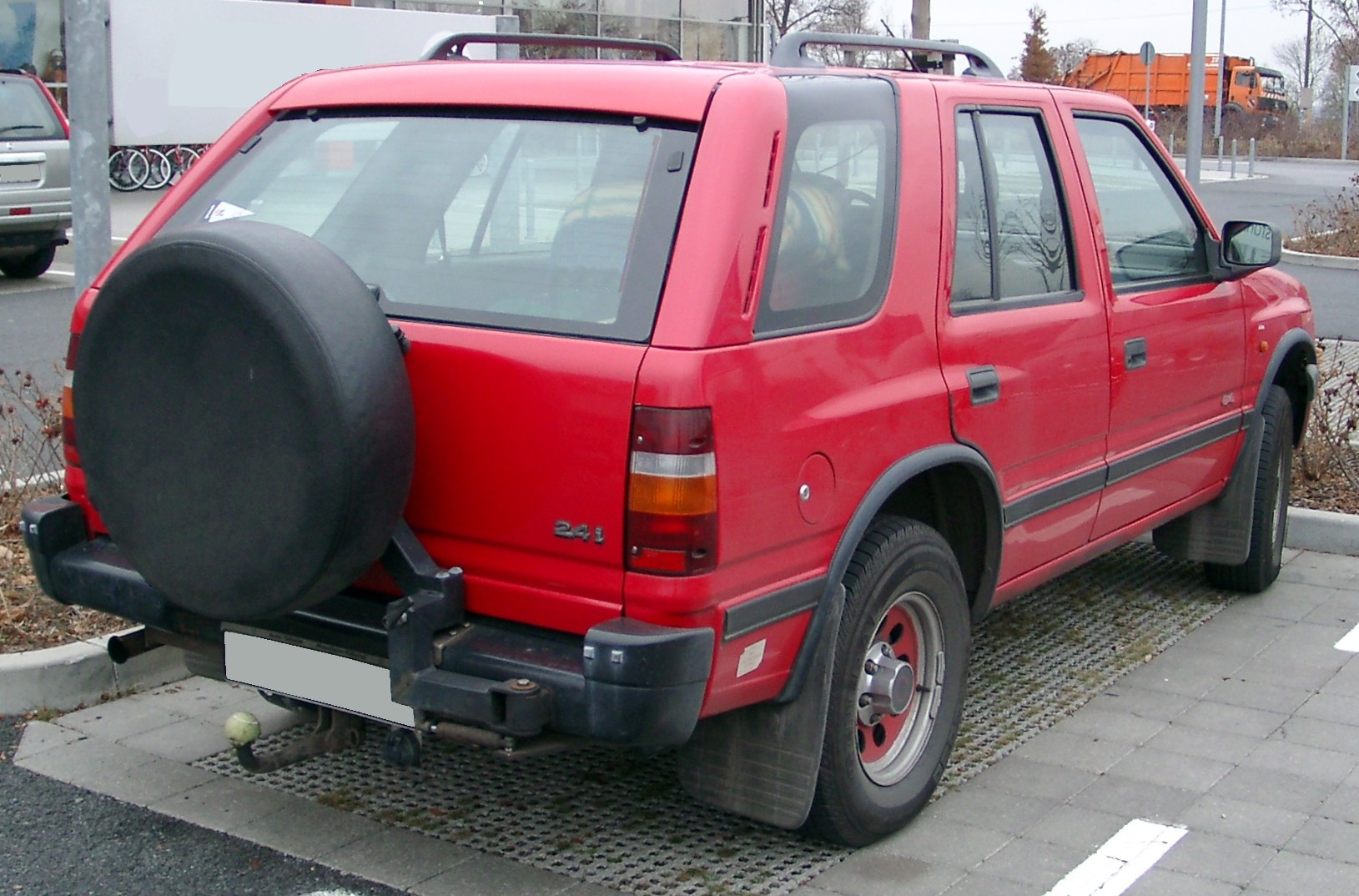
Vue arrière

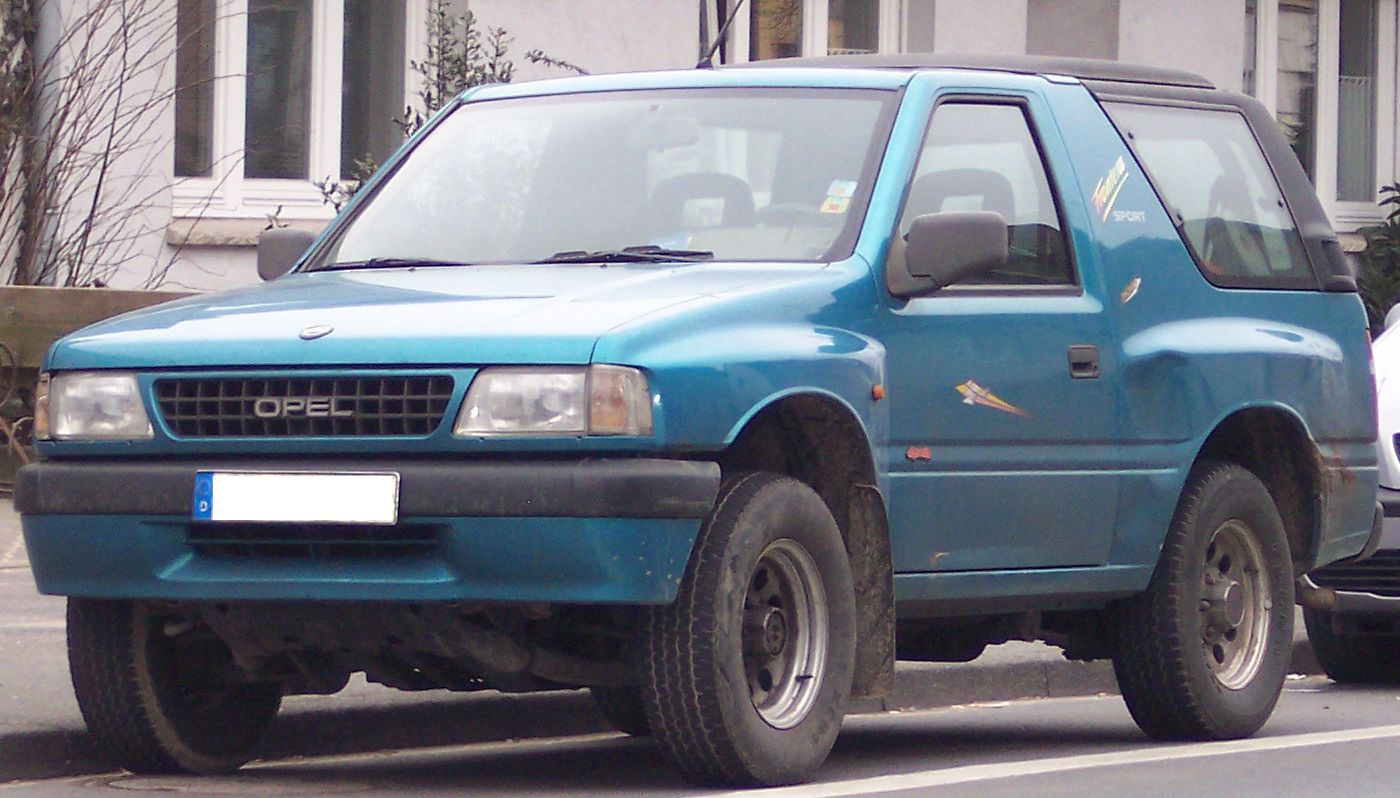
Opel Frontera Sport avec Hardtop

En décembre 1991 est apparu le premier Opel Frontera. Dès le début, la Frontera était disponible avec 5 portes et un moteur de 2.4l essence et les Frontera Sport avec le 2.0l essence avec 3 portes. Le moteur 2.3l Diesel turbo était disponible que pour la version 5 portes. Sur les Frontera Sport, une option avec un toit rigide (Hardtop) ou toit souple (Softtop) était disponible. Au départ, ce fut les moteurs de l'Opel Omega qui furent introduits.
Le Frontera est étroitement dérivé des Isuzu Amigo et Rodeo (long et court).
En automne 1995, la Frontera est restylé. Le nouveau moteur 2.2i 16V a remplacé les 2.4i et le nouveau 2.8 TDi (Isuzu) remplace pour une année les 2.3l (Opel). Il sera ensuite lui-même remplacé par une 2.5 TDS (VM). La Frontera a reçu une nouvelle suspension, un tableau de bord redessiné, ainsi que des airbags. La roue de secours est désormais fixée sur la porte arrière côté droit. Sur le Frontera Sport, la disposition de la roue de secours est identique au modèle 5 portes. La raison pour laquelle la roue est fixée à droite et pas à gauche : il s'agit simplement une nécessité pour pouvoir ouvrir la porte. Puis, comme sur la plupart des véhicules où il y a un hayon, la vitre arrière se baisse pour pouvoir ouvrir la porte.
En été 1998, la production des Frontera A touche à sa fin.

### Honda Passport

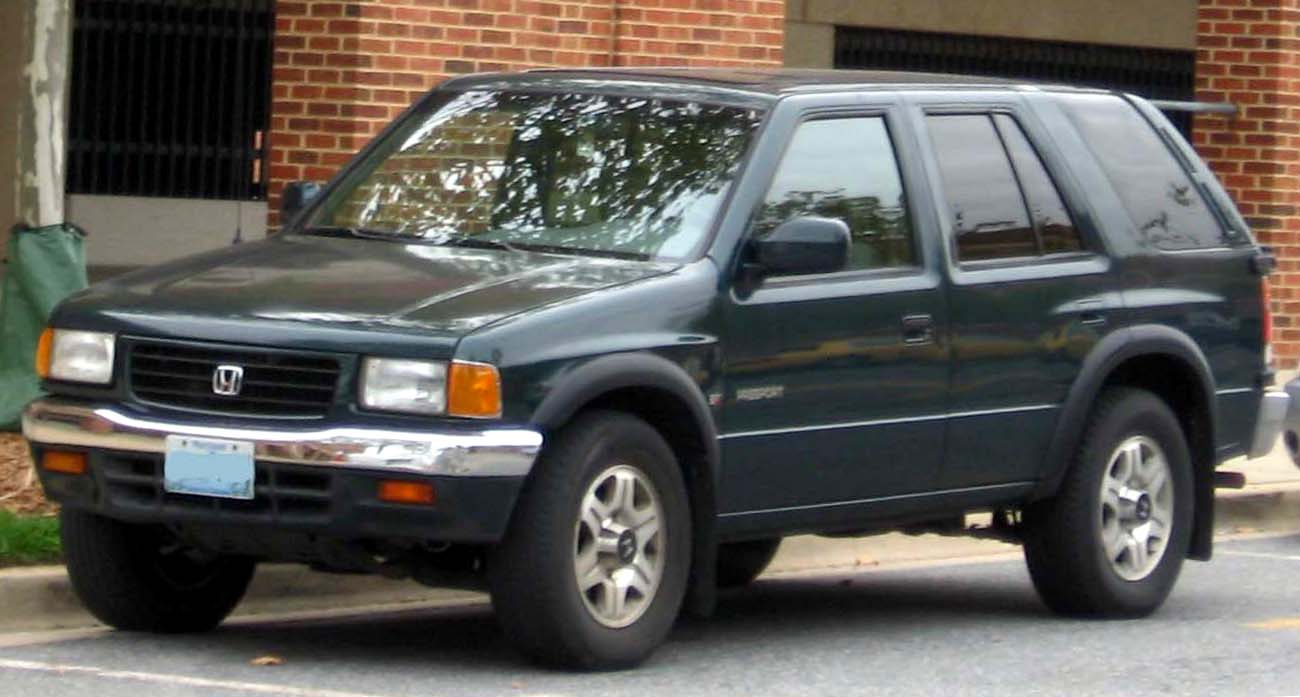
Honda Passport I

## Frontera B (1998–2004)

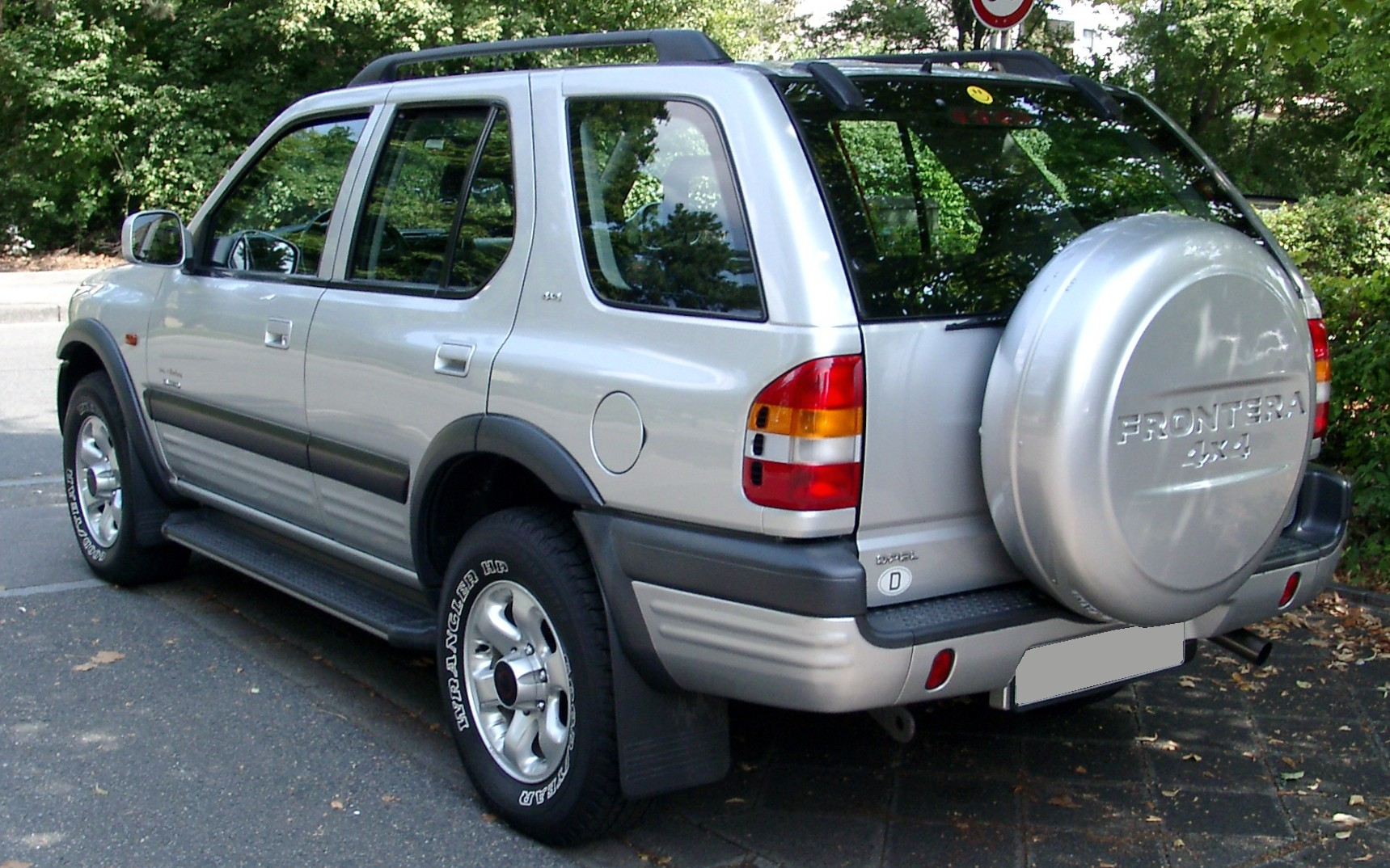
Vue arrière

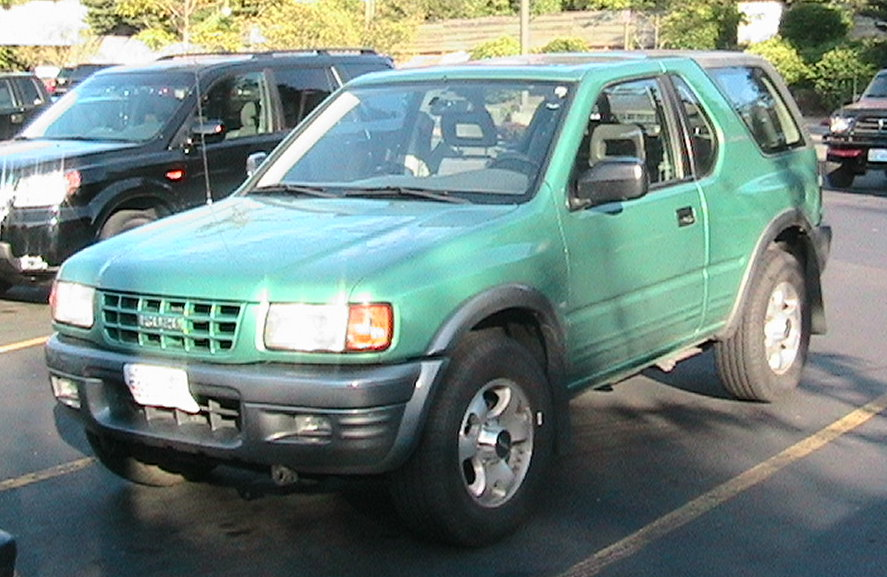
Isuzu Amigo

En automne 1998, le Frontera B fait son entrée. Le véhicule était, comme son prédécesseur (Frontera A), disponible en version 5 ou 3 portes (Sport). Le Frontera B était plus court mais plus large. Le Frontera B a eu le 2.2l 16V essence comme entrée de gamme. Chaque gamme avait son moteur, le haut de gamme reçu le moteur V6 de 3.2l tandis que le milieu de gamme se contentait du moteur Diesel de 2.2l DTI 16V.
L'été 2001 marque un nouveau facelift, surtout sur la grille avant, ainsi que des lave phares ont été introduits.
La mise en vente des Frontera en Allemagne se termina en 2003.
Au début de 2004, la production du Frontera s'arrête. Même si Opel avait cofondé la tendance SUV avec succès, l'écart du segment se réduit. Ce véhicule était un échec pour développer un successeur. Laissant ainsi ce segment à d'autres fournisseurs, Opel ne joue désormais aucun rôle dans cette classe.

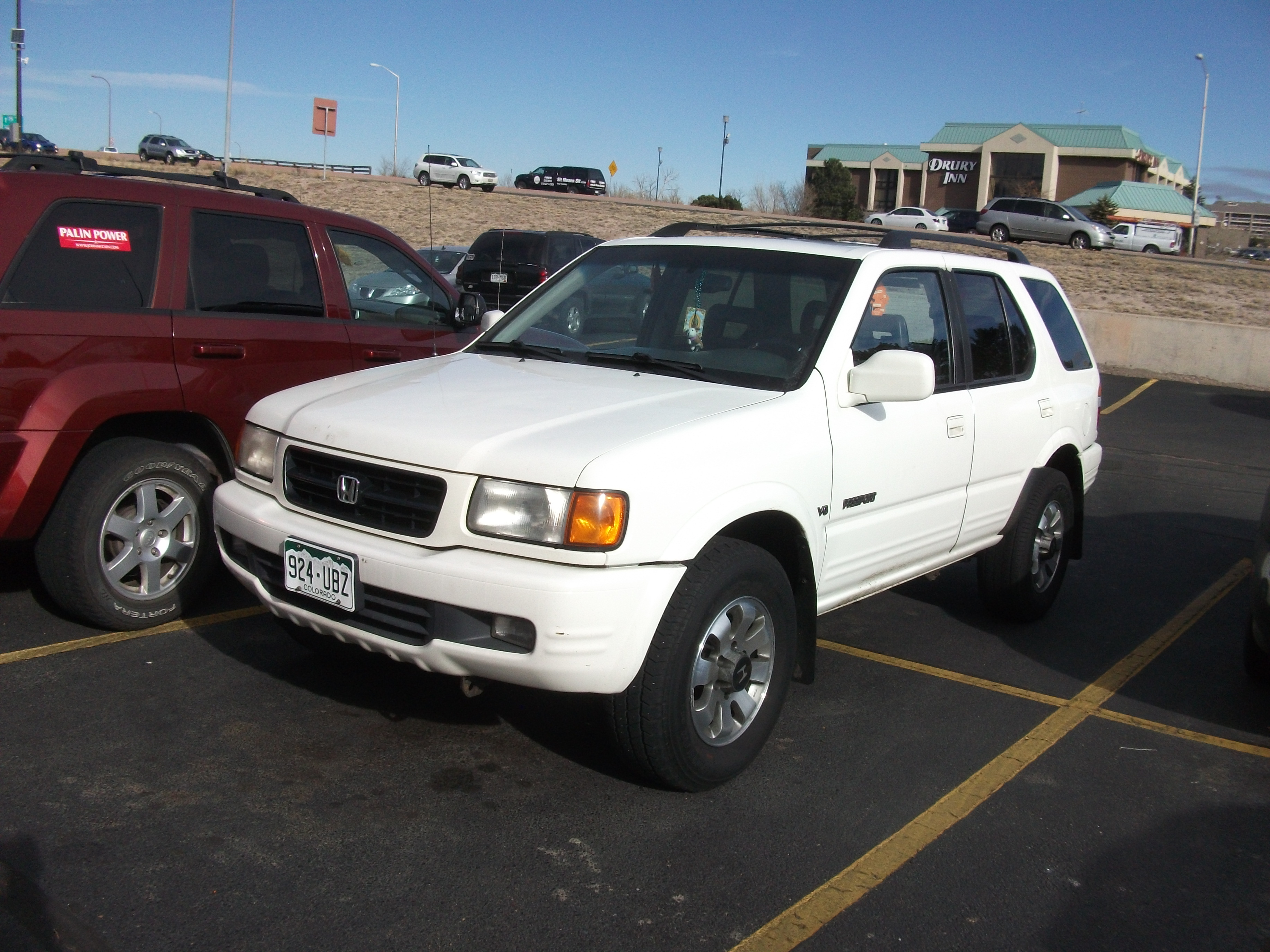
Honda Passport II

## Frontera C (2024-)
La 3e génération de Frontera est présentée officiellement par Opel le 9 avril 2024.

## Répliques
Produit en Chine depuis 2005 par Landwind Jiangling, son comportement est critiqué dans un test de collision effectué par l'ADAC. Il a été importé pendant un court laps de temps (officieusement) en Europe et est en Belgique et Pays-Bas disponible pour environ 15 000 €.